# Schatz von Staffordshire

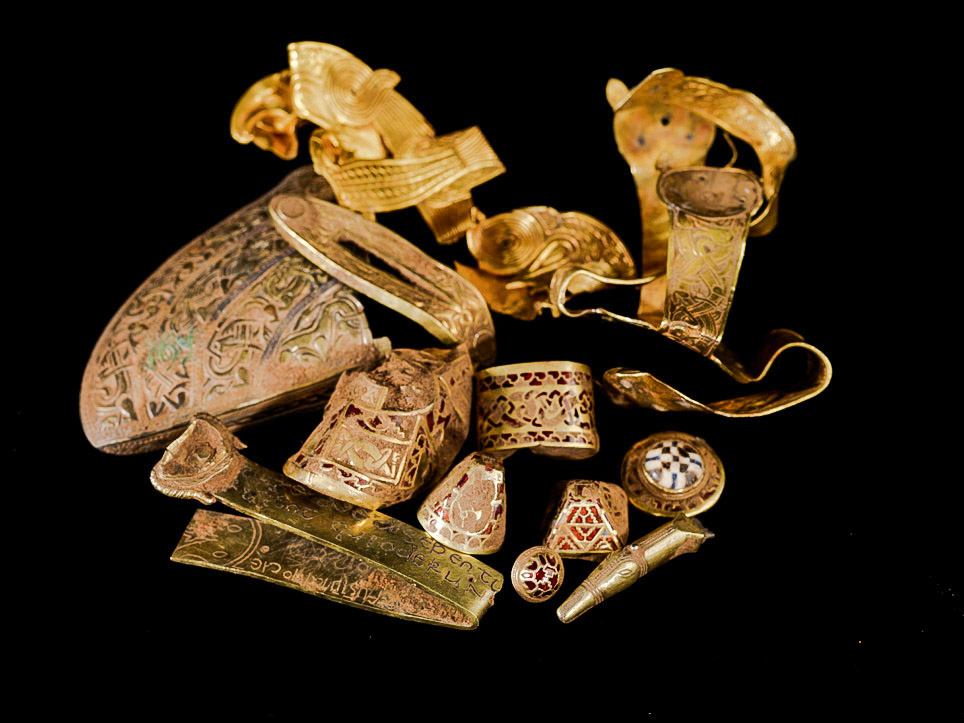
Teile des Schatzes von Staffordshire

Der Schatz von Staffordshire ist ein Depotfund aus dem frühen Mittelalter.
Die Entdeckung des Fundes, der aus mehr als 3500 Einzelstücken besteht und unter anderem Gegenstände aus Gold im Gesamtgewicht von mehr als fünf Kilogramm umfasst, wurde am 24. September 2009 bekanntgegeben. Danach ist der Schatz von Staffordshire der bislang größte ans Tageslicht gekommene Hort aus angelsächsischer Zeit. Er ist wohl ins 7. Jahrhundert n. Chr. zu datieren.

## Entdeckung
Der Fund wurde nicht bei einer archäologischen Ausgrabung geborgen, sondern vom Sondengänger Terry Herbert, der nahe Lichfield auf dem Feld eines befreundeten Bauern suchte, wo er den Schatz am 5. Juli 2009 fand. Er verständigte die örtliche Denkmalpflege, und im Umkreis des Fundortes wurde eine Grabung durchgeführt. Ausgewählte Stücke des Schatzes wurden im September 2009 kurzzeitig im Britischen Museum ausgestellt. Der Fund wurde durch den lokalen Coroner nach dem Treasure Act 1996 zum Schatz (Treasure) erklärt. Der Finder und der Landbesitzer bekommen dementsprechend eine Belohnung, die zusammen mit dem Wert des Fundes vom Treasure Valuation Committee festgestellt wird.
Im November 2012 wurden von einem Team von Archäologen weitere 91 Fundstücke etwa 100 m entfernt vom Fundplatz der ersten Gegenstände gefunden. 81 dieser Gegenstände unterschiedlichster Größe wurden ebenfalls zu einem Schatz erklärt, da sie älter als 300 Jahre sind und einen Edelmetallanteil von über 10 % haben.

## Funde
Es handelt sich um rund 3900 Einzelteile, darunter zahlreiche Objekte aus Gold und Silber, aber auch Kupfergegenstände. Zu den Fundstücken gehören fein gearbeitete silberne und goldene Hefte von Schwertern und Dolchen, Teile von Prunkhelmen und zwei Kreuze. Viele Objekte sind mit Tierstilornamenten versehen, auch Almandineinlagen kommen vor.
Ein weiteres Objekt ist ein schmaler Streifen aus Gold mit einer lateinischen Inschrift aus dem Buch Numeri (Num 10,35 ): „surge d[omi]ne [et] disepentur inimici tui et fugent qui oderunt te a facie tua“ („Steh auf, Herr, dann zerstreuen sich deine Feinde, / dann fliehen deine Gegner vor dir.“).
Die meisten anderen Fundstücke haben einen militärischen Hintergrund, und der Goldstreifen könnte an einem Schild oder Schwertgürtel befestigt gewesen sein. Es liegen keine Gegenstände vor, die typischerweise von Frauen gebraucht wurden.
Die Funde wurden im Britischen Museum London katalogisiert und restauriert und sind nun im The Potteries Museum and Art Gallery in Stoke-on-Trent und der Birmingham Museum and Art Gallery in Birmingham ausgestellt.

## Bedeutung
Der Fund wurde mit einer Neuentdeckung der Lindisfarne Gospels oder des Book of Kells verglichen. Historiker erwarten, dass aus dem Schatz gewonnene Erkenntnisse die Sicht auf das angelsächsische England ebenso radikal oder noch stärker verändern werden als der Fund von Sutton Hoo.
Die ursprüngliche Entdeckung des Schatzes wurde gemacht, nachdem das Feld gepflügt worden war, so dass es keine Informationen darüber gibt, ob die Gegenstände ursprünglich in einem Graben oder einem Loch begraben wurden. Es fehlt jeglicher Zusammenhang, der erklären könnte, warum der Schatz an dieser Stelle vergraben wurde. Es gibt Vermutungen, dass es sich um Opfergaben an einem Schrein oder anderen heiligen Ort handelt, da die Gegenstände nicht gleichzeitig begraben wurden.